# تیپ ۳۱۶ زرهی همدان

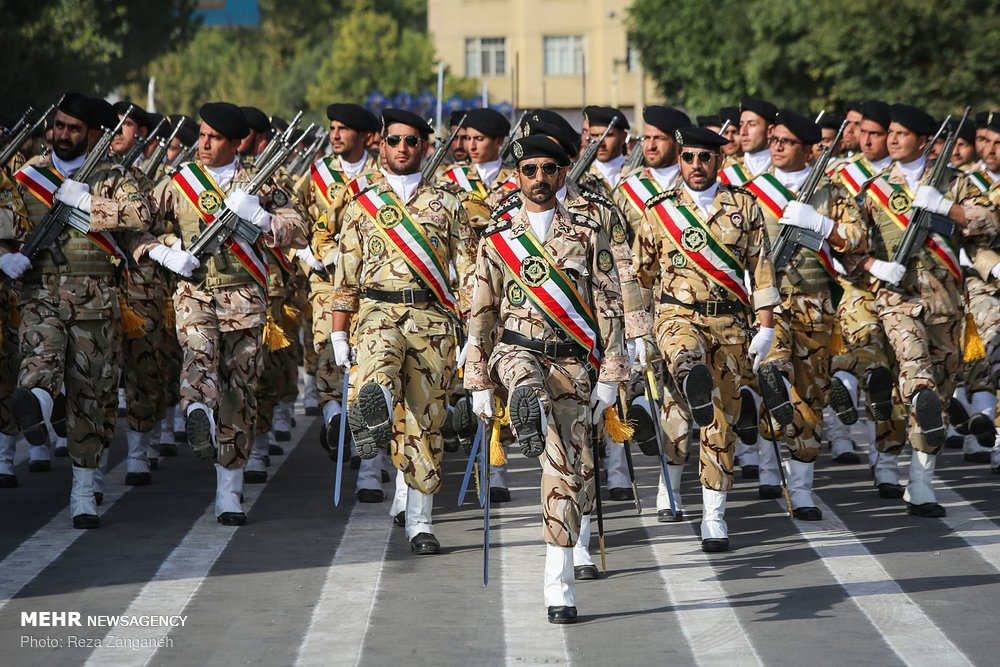
رژه نیروهای تیپ ۳۱۶ زرهی به‌مناسبت سالگرد جنگ ایران و عراق در سال ۱۳۹۷، همدان

تیپ ۳۱۶ زرهی همدان از تیپ‌های زرهی نیروی زمینی ارتش ایران است، که پادگان و ستاد فرماندهی آن در شهر همدان مستقر می‌باشد و از نظر تاکتیکی، تحت امر لشکر ۱۶ زرهی قزوین قرار دارد. پیشینه شکل‌گیری این یگان به سال ۱۳۴۲ و تشکیل تیپ ۲ پهلوی توسط نیروی زمینی شاهنشاهی ایران بازمی‌گردد. این تیپ در خلال جنگ ایران و عراق از یگان‌های فعال نیروی زمینی ارتش بود و در طول جنگ ۸۰۰ کشته داد. هم‌اکنون فرماندهی تیپ ۳۱۶ زرهی همدان برعهده سرهنگ مسلم سیامکی است.

## تاریخچه

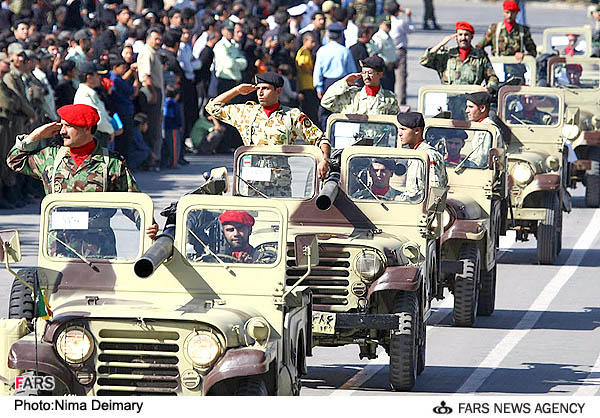
رژه ستون خودرویی تیپ ۳۱۶ زرهی در سال ۱۳۸۷

تیپ ۳۱۶ زرهی همدان در سال ۱۳۴۲ به نام تیپ ۲ پهلوی توسط ارتش شاهنشاهی ایران تشکیل شد. در سال ۱۳۴۸ با گردان‌های ۱۲۴ مکانیزه، ۲۲۴ تانک، ۲۴۴ تانک، گروهان مستقل ۷۱۷ پاسدار و ۹۲۰ خدمات، به‌عنوان یگان سرزمینی، فعالیت خود را آغاز نمود و در سال ۱۳۴۹ گردان ۲۵۲ سوار زرهی، از خوی، به لشکر ۱۶ زرهی قزوین اختصاص یافت و به‌عنوان یگان سوار زرهی لشکر، در همدان مستقر گردید.
در سال‌های ۱۳۵۵ و ۱۳۵۶ گردان‌های ۲۲۴ و ۲۴۴ تانک ام-۴۷، تعدادی پرسنل به‌عنوان دانش‌آموز کادر و افسر دوره‌دیده تانک چیفتن را پذیرفته و سازماندهی گردان‌های ۲۲۵ و ۲۲۷ را آغاز کرد و به مرور زمان، تانک‌های چیفتن به این ۲ گردان واگذار گردید. در سال ۱۳۵۶ گردان ۲۴ به تیپ ۸۴ خرم‌آباد و در سال ۱۳۵۸ گردان ۲۲۵ به لشکر ۲۸ سنندج منتقل گردیدند و به جای آنها گردان‌های ۲۲۴ و ۲۲۷ چیفتن، زیر امر تیپ ۳ زرهی همدان قرار گرفتند.

## ناآرامی‌های کردستان

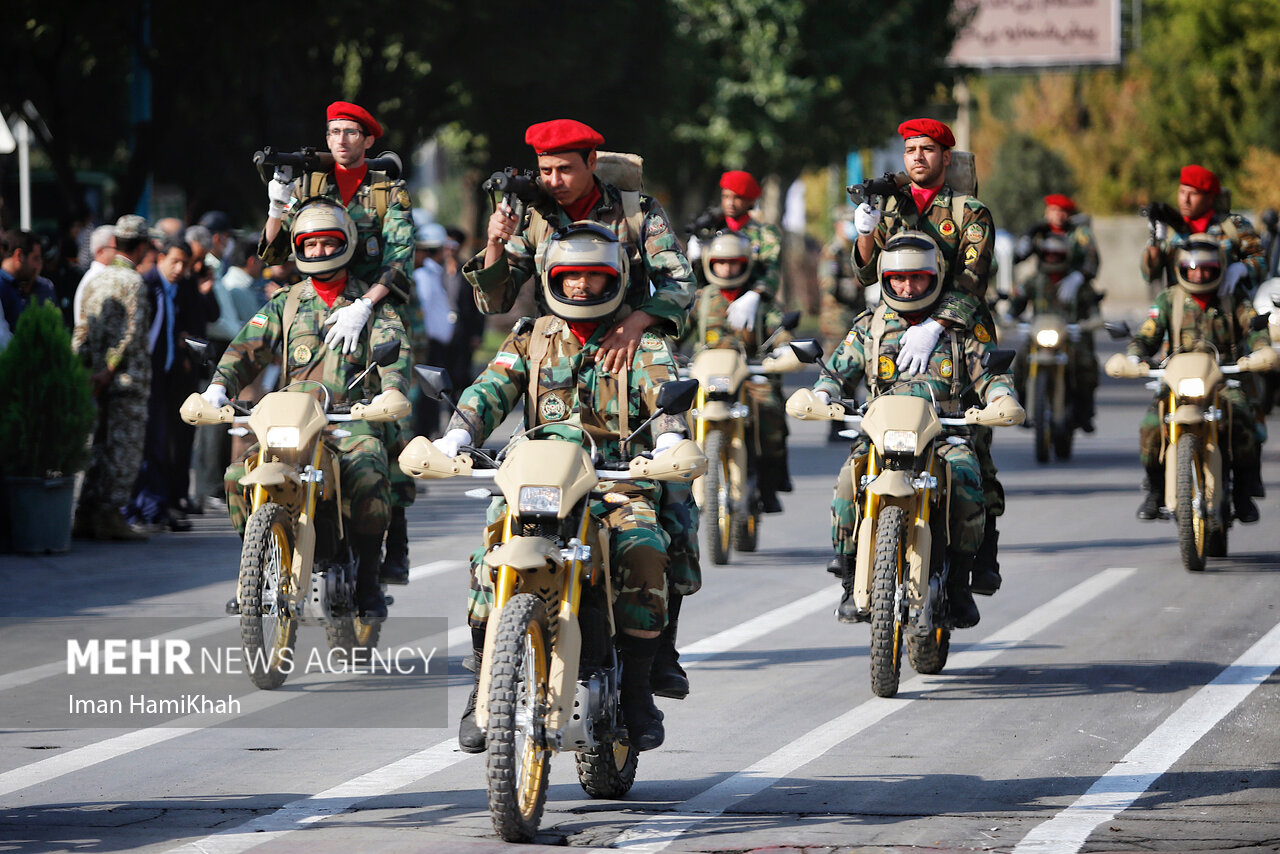
رژه ستون موتوری تیپ ۳۱۶ زرهی در سالگرد جنگ ایران و عراق، سال ۱۴۰۱، همدان

در اسفندماه ۱۳۵۷ و در جریان وقوع انقلاب، پادگان لشکر ۲۸ پیاده کردستان در سنندج مورد محاصره نیروهای تجزیه‌طلب کرد قرار گرفت و شهر در آستانه سقوط قرار گرفت. این تیپ با آزادسازی سقز، جلوی سقوط کردستان را گرفت.

## جنگ ایران و عراق
در طول جنگ ایران و عراق، این تیپ در مجموع ۷۸۹ کشته داد، که از این تعداد ۱۸۱ نفر کادر و ۶۰۸ نفر از سربازان وظیفه بودند. همچنین تعداد ۲۴ نفر از افسران ارشد این تیپ نیز در جنگ ایران و عراق کشته شدند. از این تیپ مجموعاً ۱۸۳ نفر اسیر شدند، که ۳۲ نفر کادر و ۱۵۱ نفر سرباز وظیفه بودند. این تیپ در جنگ ایران و عراق از تیپ‌های ۱۰۰٪ متحرک به‌شمار می‌رفت، که در عملیات نصر شرکت داشت. با آغاز جنگ، این تیپ به سمت دزفول حرکت کرد. پدافند منطقه کرخه نور، در دو مقطع در سال ۱۳۶۰ برعهده تیپ ۳۱۶ همدان بود.

## رهبر فتحي پورساسا ن سراجستارهای وابسته
- لشکر ۳۲ انصارالحسین